# Ärzteblatt
Als Ärzteblatt werden in der Regel unspezifisch die Mitgliederzeitschriften der deutschen Ärztekammern bezeichnet. Derzeit erscheinen bundesweit 18 verschiedene Ärzteblätter. Mit Ausnahme von Bremen sind sie das offizielle Mitteilungsorgan der jeweiligen Kammer. Einige Ärzteblätter werden gemeinsam mit der jeweiligen kassenärztlichen Vereinigung herausgegeben. Dann fungieren sie entsprechend als Mitteilungsorgan beider Körperschaften. Sind kassenärztliche Vereinigungen nicht Mitherausgeberin eines regionalen Ärzteblattes, so nutzten sie dennoch diese für ihre offiziellen Mitteilungen in entsprechenden Rubriken.

## Trivia
Die Internetadresse www.aerzteblatt.de ist im Besitz der Deutschen Ärzteverlag GmbH, bezieht sich allerdings ausschließlich auf das Deutsche Ärzteblatt.

## Liste der Ärzteblätter in Deutschland
| Region                 | Titel der Zeitschrift                                                                                   | Herausgeberin                                                                         | Erscheinungsweise                           | ISSN      | Auflage(Jahr)  | Referenz |
| ---------------------- | --- | ------------------------------------------------------------------------------------- | ------------------------------------------- | --------- | -------------- | -------- |
| Baden-Württemberg      | Ärzteblatt Baden-Württemberg                                                                            | Landesärztekammer Baden-Württemberg und Kassenärztliche Vereinigung Baden-Württemberg | monatlich                                   | 0720-3489 | 60.000 (2021)  | [ 1 ]    |
| Bayern                 | Bayerisches Ärzteblatt                                                                                  | Bayerische Landesärztekammer                                                          | 10-mal p. a.                                | 0005-7126 | k. A.          | [ 2 ]    |
| Berlin                 | Berliner Ärzt:innen                                                                                     | Ärztekammer Berlin                                                                    | monatlich; ab 2023 nur noch sechs Mal p. a. | 0939-5784 | 31.300 (2017)  | [ 3 ]    |
| Brandenburg            | Brandenburgisches Ärzteblatt                                                                            | Landesärztekammer Brandenburg                                                         | monatlich                                   | k. A.     | k. A.          | [ 4 ]    |
| Bremen                 | Bremer Ärztejournal                                                                                     | Ärztekammer Bremen                                                                    | eingestellt (März 2014)                     | 1432-2978 | eingestellt    | [ 5 ]    |
| Hamburg                | Hamburger Ärzteblatt                                                                                    | Ärztekammer Hamburg und Kassenärztlicher Vereinigung Hamburg                          | 11-mal p. a.                                | k. A.     | 19.000 (2017)  | [ 6 ]    |
| Hessen                 | Hessisches Ärzteblatt                                                                                   | Landesärztekammer Hessen                                                              | 11-mal p. a.                                | 0171–9661 | 35.000 (2017)  | [ 7 ]    |
| Mecklenburg-Vorpommern | Ärzteblatt Mecklenburg-Vorpommern                                                                       | Ärztekammer Mecklenburg-Vorpommern                                                    | monatlich                                   | 0939-3323 | k. A.          | [ 8 ]    |
| Niedersachsen          | niedersächsisches ärzteblatt                                                                            | Ärztekammer Niedersachsen und Kassenärztliche Vereinigung Niedersachsen               | monatlich                                   | 0028-9795 | k. A.          | [ 9 ]    |
| Rheinland              | Rheinisches Ärzteblatt                                                                                  | Ärztekammer Nordrhein                                                                 | monatlich                                   | 0035-4481 | 54.000 (2017)  | [ 10 ]   |
| Rheinland-Pfalz        | Ärzteblatt Rheinland-Pfalz                                                                              | Landesärztekammer Rheinland-Pfalz                                                     | monatlich                                   | 0001-9488 | 22.100 (2017)  | [ 11 ]   |
| Saarland               | Saarländisches Ärzteblatt                                                                               | Ärztekammer des Saarlandes                                                            | monatlich                                   | 0340-644X | k. A.          | [ 12 ]   |
| Sachsen                | Ärzteblatt Sachsen                                                                                      | Sächsische Landesärztekammer                                                          | monatlich                                   | 0938-8478 | k. A.          | [ 13 ]   |
| Sachsen-Anhalt         | Ärzteblatt Sachsen-Anhalt                                                                               | Ärztekammer Sachsen-Anhalt                                                            | monatlich                                   | 0938-9261 | k. A.          | [ 14 ]   |
| Schleswig-Holstein     | Schleswig-Holsteinisches Ärzteblatt                                                                     | Ärztekammer Schleswig-Holstein                                                        | 11-mal p. a.                                | k. A.     | k. A.          | [ 15 ]   |
| Thüringen              | Ärzteblatt Thüringen                                                                                    | Landesärztekammer Thüringen und Kassenärztliche Vereinigung Thüringen                 | monatlich                                   | 0863-5412 | k. A.          | [ 16 ]   |
| Westfalen              | Westfälisches Ärzteblatt                                                                                | Ärztekammer Westfalen-Lippe                                                           | monatlich                                   | 0340-5257 | k. A.          | [ 17 ]   |
| (bundesweit)           | Deutsches Ärzteblatt                                                                                    | Bundesärztekammer und Kassenärztliche Bundesvereinigung                               | wöchentlich                                 | 0012-1207 | 357.000 (2016) | [ 18 ]   |
| (bundesweit)           | Deutsches Ärzteblatt für Psychologische Psychotherapeuten und Kinder- und Jugendlichenpsychotherapeuten | Bundesärztekammer und Kassenärztliche Bundesvereinigung                               | monatlich                                   | 1438-874X | 23.200 (2016)  | [ 19 ]   |